# Dryopomorphus nakanei
Dryopomorphus nakanei là một loài bọ cánh cứng trong họ Elmidae. Loài này được Noura miêu tả khoa học năm 1958.